# Harold Cassels
Harold Kennedy Cassels (ur. 4 listopada 1898 w Langzhongu, zm. 23 stycznia 1975 w Taunton) – brytyjski hokeista na trawie na igrzyskach w Antwerpii 1920. Wraz z drużyną zdobył złoty medal.